# 十念寺 (京都市)
十念寺（じゅうねんじ）は、京都市上京区にある西山浄土宗の寺院。山号は華宮山。本尊は阿弥陀如来。

## 歴史
1431年（永享3年）、足利義教が後亀山天皇の皇子真阿に帰依し、誓願寺内に建てた宝樹院に始まるとされる。1536年（天文5年）に焼失、1591年（天正18年）現在地に移っている。本尊の阿弥陀如来像は、雲居寺から移したものとの伝承がある。
現在の本堂は1993年の建築である。

## 文化財

### 重要文化財（国指定）
- 紙本着色仏鬼軍絵巻

### 京都市指定文化財
- 有形文化財
  - 書院障壁画（曽我蕭白筆） 4面（絵画） - 2016年（平成28年）3月31日指定[1]。
  - 十念寺縁起絵巻（土佐光茂筆） 2巻（絵画） - 2018年（平成30年）3月31日指定[2]

## 墓所

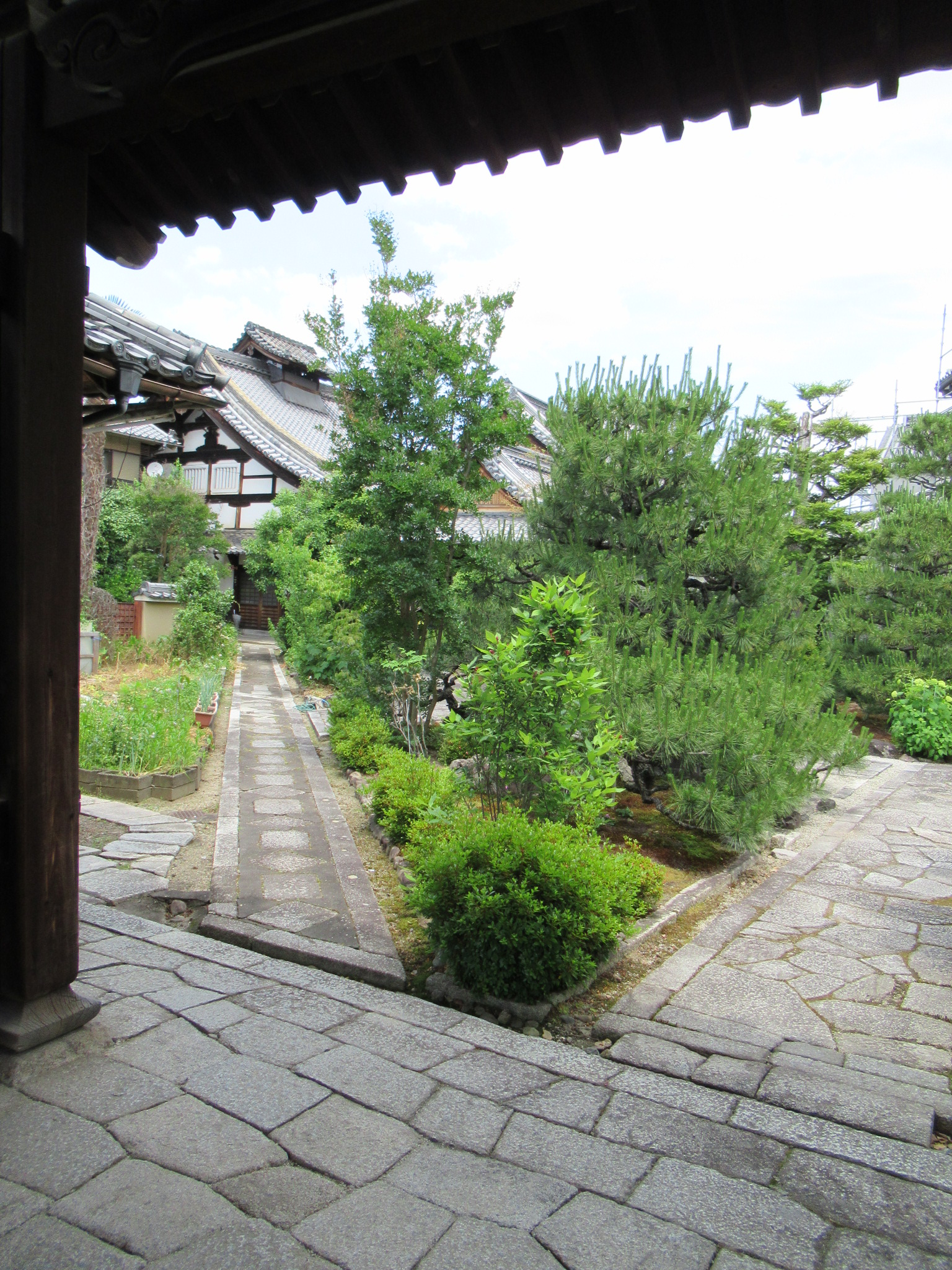
境内

- 足利義教
- 曲直瀬道三
- 海北友雪　など

## 所在地
- 京都府京都市上京区寺町通今出川上ル鶴山町13
- 京都市営バス河原町今出川下車徒歩5分